# Heteropolypus
Heteropolypus is een geslacht van neteldieren uit de klasse van de Anthozoa (bloemdieren).

## Soorten
- Heteropolypus insolitus Tixier-Durivault, 1964
- Heteropolypus japonicus (Nutting, 1912)
- Heteropolypus ritteri (Nutting, 1909)
- Heteropolypus sol Molodtsova, 2013
- Heteropolypus steenstrupi (Wright & Studer, 1889)